# Tidningen Ångermanland
Tidningen Ångermanland är en lokaltidning i tabloidformat. Den introducerades år 2000 när Nya Norrland och Västernorrlands Allehanda slogs ihop. Tidningen är liberal men har också en socialdemokratisk ledarsida. Den täcker huvudsakligen Härnösands, Kramfors och Sollefteå kommuner. 2019 var upplagan 12 000 exemplar, och utkom sex dagar per vecka som papperstidning och sju dagar per vecka som e-tidning. Sedan 2023 utkommer papperstidningen endast tre, och e-tidningen fyra, dagar per vecka.
Chefredaktör är Oskar Nord. Tidningen har två politiska redaktörer: Marcus Backholm Bohlin (liberal) och Ida Lindouf (socialdemokratisk).
Tidningen Ångermanland är en del av Bonnier News Local.

## Historik
Sammanslagningen av tidningarna Nya Norrland och Västernorrlands Allehanda offentliggjordes den 13 augusti 1999. Gefle Dagblads-koncernen ägde 60 procent, medan Tidnings AB Nya Norrland/Dagbladet fick 40 procent. Dagbladet i Sundsvall som dittills samarbetat med Nya Norrland blev i samband med detta en fristående tidning.
Den 1 september 2006 slogs Tidningen Ångermanland AB ihop och med Örnsköldsviks Allehandas ägare AB Allehandas medierörelse och bildade Allehanda Media. Bolaget kontrollerades av Mittmedia. Nya Norrland/Dagbladet behöll en minoritetspost fram till hösten 2012.
Samordningen med Örnsköldsviks Allehanda (ÖA) lanserades den 2 januari 2007. Detta innebar att de båda tidningarna fick samma chefredaktör och att ÖA:s tidigare webbplats Allehanda.se även blev TÅ:s webbplats. Den första nyhetsdelen fortsatte vara unik för de båda tidningarna, medan den andra delen med sport, familj, kultur och nöje blev gemensam.
Den 5 juni 2013 avskaffades den gemensamma B-delen till fördel för en sammanhållen mer lokal tidning.
I december 2021 fick Tidningen Ångermanland en egen webbplats. Under perioden 2000–2007 hade tidningen använt "www.tidningen.to" som adress, men den återuppväckta webbplatsen låg på "www.tidningenangermanland.se".

## Chefredaktör
- Ola Eriksson, 2000–2008[14]
- Jimmie Näslund, 2008–2015[15]
- Karin Näslund 2015–2019[16]
- Oskar Nord 2019–[2]